# تشاشين (دولت أباد)
تشاشین (بالفارسية: چشین) هي قرية تقع في إيران في قسم دولت أباد الريفي. يقدر عدد سكانها بـ 359 نسمة .